# Crise bulgare (1885-1888)
La crise bulgare (en bulgare : Българска криза ) fait référence à une série d'événements dans les Balkans entre 1885 et 1888 qui ont eu un impact sur l'équilibre des pouvoirs entre les grandes puissances et le conflit entre les Austro-Hongrois et les Russes. Il s'agit d'un épisode de la crise balkanique permanente alors que les États vassaux luttent pour leur indépendance vis-à-vis de l'Empire ottoman et réalisent dès lors une mosaïque d'États nations naissants (balkanisation) constituant des alliances instables qui conduisent fréquemment à la guerre, et finalement à la Première Guerre mondiale .

## Contexte

La Bulgarie à la suite des traités de San Stefano et de Berlin, 1878.

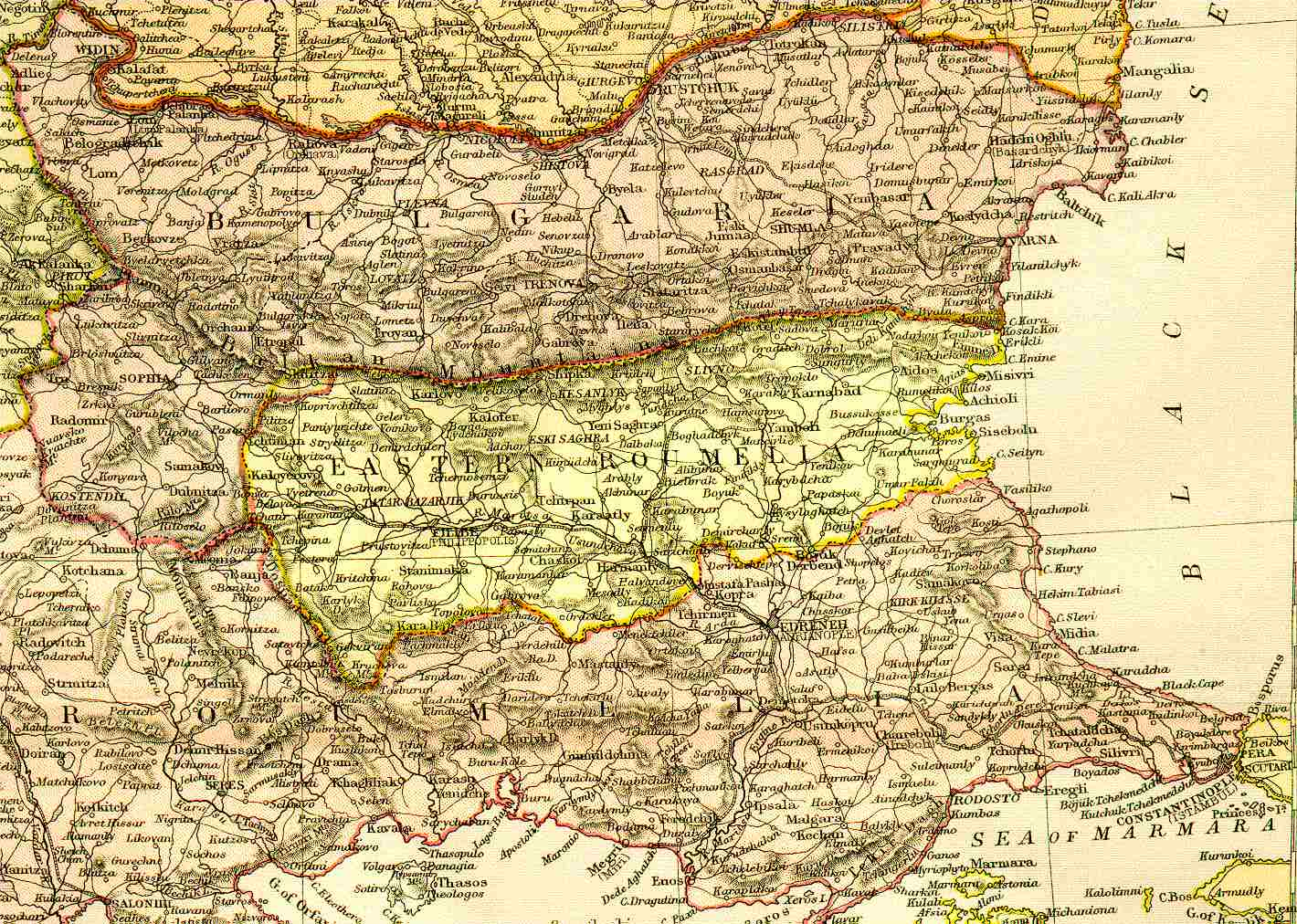
Bulgarie et Roumélie en 1882.

Le rejet par la Turquie des termes de la Conférence de Constantinople (1876-1877) a conduit à la guerre russo-turque de 1877-1878. Cette guerre a été conclue par le traité de San Stefano et le traité de Berlin qui a suivi en 1878, établissant une principauté bulgare indépendante. Le traité original signé par la Russie et la Turquie à San Stefano a créé une plus grande Bulgarie pro-russe sur les terres ottomanes vaincues. Cela semblait contrevenir à des engagements russes secrets antérieurs pris à Reichstadt le 8 juillet 1876 et plus tard à Budapest entre le comte Gyula Andrássy et l'envoyé russe, Eugène Novikov (convention de Budapest du 15 janvier au 18 mars 1877). Ces traités ont conclu qu'en cas de guerre et de victoire russe, ils ne créeraient pas de grands États slaves. La Russie a également échangé la neutralité autrichienne contre la Bosnie-Herzégovine,,. 
Cet élargissement de la sphère d'influence russe a alarmé les autres grandes puissances qui ont initialement menacé de faire la guerre à la Russie, puis convoqué la conférence de Berlin à la demande du ministre autrichien des Affaires étrangères Gyula Andrassy pour démanteler et remodeler les dispositions de San Stefano. Le traité qui a également établi la reconnaissance internationale des anciens États vassaux ottomans voisins de Roumanie, de Serbie et du Monténégro a divisé cette « Grande Bulgarie » en une principauté du nord de la Bulgarie et deux territoires du sud sous contrôle ottoman, la Macédoine et la Roumélie orientale autonome. L'administration des vilayets de Bosnie et d'Herzégovine est confiée à l'Autriche-Hongrie pour une durée de trente années. Il a satisfait la Grande-Bretagne et l'Autriche-Hongrie, mais seulement aux dépens de la Russie et des peuples des États des Balkans, rendant de nouvelles crises inévitables. 
Par conséquent, l'avenir des terres des Balkans était désormais perçu comme une question à la disposition des grandes puissances européennes. Ces événements ont eu un impact significatif sur les relations dynastiques entre l'Allemagne et la Russie. Par conséquent, pour contrebalancer l'influence russe et l'expansion panslavique perçue dans les Balkans, l'Allemagne et l'Autriche-Hongrie ont conclu une double alliance ( Zweibund ) en 1879.

## Unification bulgare et guerre serbo-bulgare

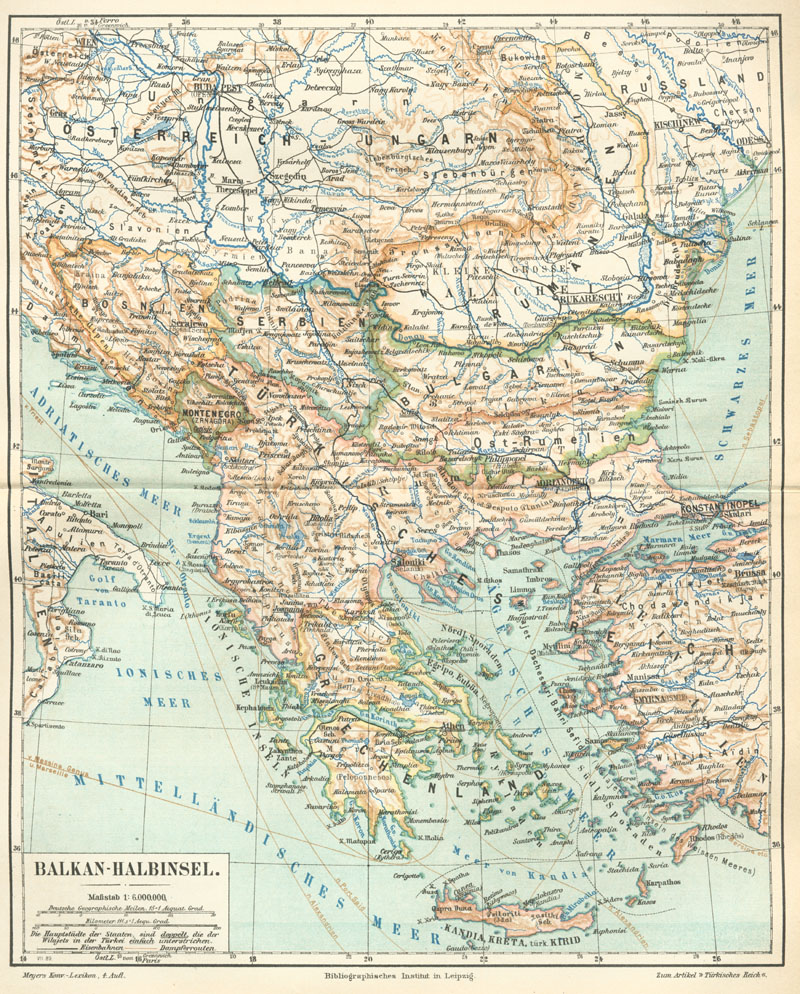
La Bulgarie en 1888, après l'unification.

Le 18 septembre 1885, une rébellion et un coup d'État dans la province ottomane de Roumélie orientale, aidés par les Bulgares, voient le peuple proclamer une union avec le nouvel État (1878) de la Bulgarie, en violation du traité de Berlin de 1878. Cette union provoque la consternation parmi les grandes puissances européennes car elle modifie l'équilibre des pouvoirs dans les Balkans instables à plusieurs reprises, et risque de subir des représailles ottomanes et une intervention russe au nom de la Bulgarie. Cependant, la tension entre Alexandre III, le tsar de Russie et le Knyaz (prince) Alexandre Ier de Bulgarie (d'origine allemande) conduit les Russes à quitter la partie en retirant leurs troupes de Bulgarie et à préconiser une conférence à Constantinople. Alors que les autres grandes puissances en général soutiennent la position inattendue de la Russie, la Grèce et la Serbie s'abstiennent de tout appui. 
La Serbie avait signé un traité secret avec l'Autriche-Hongrie en 1881 et, convaincue que l'Autriche les soutiendrait, elle avait émis des revendications territoriales à sa frontière occidentale avec la Bulgarie et, après avoir été repoussée, avait déclaré la guerre le 14 novembre 1885. Cependant, le 28 novembre, la Serbie avait été battue par la Bulgarie. Une nouvelle humiliation de la Serbie n'a été empêchée que par l'intervention autrichienne. Par la suite, un coup d'État russophile contre Alexandre Ier en 1886 le remplace par l'austrophile (il était officier de l'armée autrichienne) prince Ferdinand de Saxe-Cobourg et Gotha (1887-1918). Les relations entre le jeune État bulgare et la Russie se sont détériorées.

## Effets sur les grandes puissances
Les événements dans les Balkans étaient en quelque sorte des événements par procuration pour leurs partisans, la Russie et l'Autriche-Hongrie, dissolvant efficacement (1887) la fragile alliance entre l'Allemagne, l'Autriche et la Russie connue sous le nom de Ligue des trois empereurs ( Dreikaiserabkommen ) 1873-1878, qui avait été relancée le 18 juin 1881. La ligue a prévu l'entraide en cas d'attaque d'un membre et une neutralité bénigne en cas d'implication de l'un d'entre eux dans un conflit extérieur à la Ligue. Les conditions prévoyaient également des consultations sur toute opération proposée dans les Balkans. Cet accord offrait à l'Allemagne la neutralité russe en cas de nouvelle guerre avec la France, et à la Russie la neutralité de l'Allemagne et de l'Autriche en cas de guerre avec la Grande-Bretagne ou la Turquie. Le protocole était secret et a été renouvelé en 1884. Il stipule (dans son article 4) :  
 « Die drei Mächte werden sich der etwaigen Vereinigung Bulgariens und Ostrumeliens in den Gebietsgrenzen, die durch den Berliner Vertrag angewiesen sind, nicht widersetzen, wenn diese Frage sich durch die Macht der Dinge erheben sollte. » (Les trois puissances ne s'opposeront pas à l'unification éventuelle de la Bulgarie et de la Roumélie orientale dans les limites fixées par le traité de Berlin, si cette éventualité se produit par la force des circonstances.) 
 Lorsque l'unification s'est finalement produite, la situation s'est compliquée. Le prince Alexandre de Battenberg avait été élu en 1879 prince de Bulgarie à la demande du tsar russe, son oncle, Alexandre II. Le prince Alexandre s'est trouvé obligé de soutenir le mouvement nationaliste pour la réunification, malgré les conseils des ministres et conseillers russes, mais avec le soutien apparent du Premier ministre britannique, Gladstone, opposant à la position de la Russie. La Russie a ensuite retiré ses ministres et conseillers de la Bulgarie. 
Une autre complication est née par le rôle du roi Milan de Serbie, allié de l'Autriche, autre adversaire de la Russie dans les Balkans. Le roi a demandé une compensation territoriale à la Bulgarie. Lorsqu'il ne la reçut pas, il déclara la guerre en 1885. Vaincue, la Serbie a vu les troupes bulgares atteindre Belgrade avant l'intervention de l'Autriche. Le traité de Bucarest qui a suivi en mars 1886 a essentiellement rétabli le statu quo. 
Les Grandes Puissances et la Porte ont finalement accepté l'unification de la Bulgarie par l'Accord de Tophane en 1886. La Russie, cependant, n'était pas satisfaite et le tsar russe, Alexandre III, a refusé de reconnaître le prince Alexandre comme dirigeant de la nouvelle Bulgarie élargie. Par la suite, un coup d'État soutenu par la Russie, impliquant un groupe d'officiers pro-russes, contraint le prince Alexandre à abdiquer le 9 août 1886. Il a ensuite été exilé en Russie. Lorsque, par un contre-coup d'État, le prince Alexandre Ier est revenu sur le trône bulgare, la Russie a rompu ses relations diplomatiques avec la Bulgarie. 
Les grandes puissances, qui craignaient constamment la guerre entre elles, ont continué à conclure une série d'accords et d'alliances compliqués, dont beaucoup étaient secrets, comme outils de dissuasion les uns des autres, en grande partie à la demande de Bismarck. Il s'agit notamment de la Triple Alliance qui a remplacé la Double Alliance en 1882 en incluant l'Italie, deux accords méditerranéens (Mittelmeerentente) en 1887 et le traité de réassurance (1887). Enfin, la publication des termes du traité de 1879 a convaincu la Russie que de nouvelles mesures n'étaient pas dans son intérêt et s'est retirée de toute implication en Bulgarie, dissipant la peur de la guerre. La stratégie de Bismarck, bien que mystérieuse, réussit largement à éviter la guerre pendant son mandat (1871-1890). Malheureusement, ces arrangements, qui étaient fortement tributaires de Bismarck, n'ont pas réussi à fournir des solutions à long terme.

## Chronologie
- Entente des trois empereurs (1873-1887).
- Convention de Reichstadt (1876).
- Conférence de Constantinople (1876-1877).
- Convention de Budapest (1877).
- Guerre russo-turque de 1877-1878.
- Traité de San Stefano (1878).
- Congrès de Berlin (1878).
- Traité de Berlin (1878).
- Duplice (1879).
- Alliance austro-serbe (1881-1895).
- Triplice (1882).
- Unification bulgare (1885).
- Guerre serbo-bulgare (1885).
- Traité de Bucarest (1886).
- Convention de Tophane (1886).
- Entente de la Méditerranée (1887).
- Traité de réassurance (1887).